# 081号線 (チェコ)
チェコ国鉄081号線、別名ヂェチーン～ベネショフ・ナド・プロウチニチー～ルンブルク/チェスカー・リーパ線（チェコ語:Železniční trať Děčín – Benešov nad Ploučnicí – Rumburk/Česká Lípa）は、チェコ国鉄の鉄道線の名称である。
ヂェチーン - ルンブルク間は1869年、ベネショフ～チェスカー・リーパ間は1872年に、ボヘミア北部鉄道（Böhmische Nordbahn, BNB）によって開業した。なお、ベネショフ - リーパ間の支線については、086号線の頁にて記載する。

## 歴史

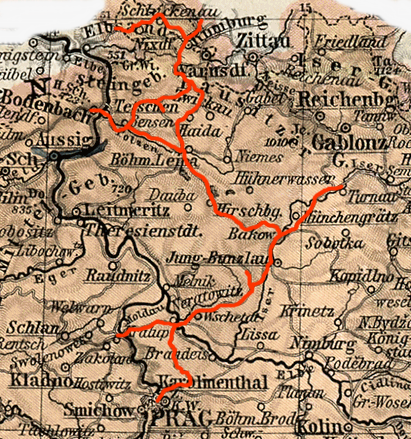
ボヘミア北部鉄道の路線図

1865年10月6日に社名「ボヘミア北部鉄道」と二つの一般鉄道建設および運営許可が地方貴族と企業人たちに与えられた。当路線はバッコーフェン（現在バコフ）付近の分岐点とルンブルクを結ぶ幹線鉄道、ボーデンバッハ（現在ジェチーン中央駅）- ボヘミア・ライパ（現在チェスカー・リーパ）間、ボーデンバッハ - ヴァルスドルフ間として第一条に明示された。バッコーフェン - ライパ間は1867年に完工されたものの、普墺戦争のため残りの区間工事は遅れた。1869年1月16日にボーデンバッハ - タンネンベルク（現在イェドロヴァー）間がライパ - ルンブルク間および現在のリブニシュテー - ヴァルスドルフ線と同時に開通された。
BNBの国有化の結果、1908年1月1日付きにこの路線はオーストリア帝国鉄道の路線網に編入された。
オーストリア＝ハンガリー帝国の解体後に、この路線は新生のチェコスロバキア鉄道（ČSD）が引き受けた。1938年10月1日付きにナチスドイツのズデーテン地方併合によりジェチーン - ルムブルク間はドイツ国営鉄道ドレスデン管理局に属することとなった。第二次世界大戦の終戦後、この路線はチェコスロバキア鉄道に復帰した。
1993年にチェコスロバキアの分離により、この路線は新生のチェコ鉄道（ČD）が引き受けた。

## 運行形態

### 特急「リフリーク(R)」
下記の2系統が運行されている。
- R14B系統： ウースチー・ナド・ラベム - ヂェチーン - ベネショフ - リベレツ　　※アリヴァ列車による運行
2時間ヘッドで運行されており、全便がヂェチーン以西で090号線と、ベネショフ以東で086号線に直通する。
2020年以前はチェコ鉄道による運行で、「プロウチニツェ」号の愛称が与えられていた。

- R21系統：　コリーン - イェドロヴァー - ルンブルク　　※アリヴァ列車による運行
2時間間隔で運行だが、日中は間隔が空く時間帯もある。全便がイェドロヴァー以西で080号線と、一部が083号線のシルクノフまで直通する。
2019年以前はチェコ鉄道による運行で、また本数も少なく、2 - 4時間間隔での運行であった。「ベズヂェズ」号の愛称が与えられていた。

- ルジツコホルスキー・リフリーク号：　プラハ - イェドロヴァー - クラースナー・リーパ - ミクラーショヴィツェ　【春・夏の土曜・休日運行】　※鉄道旅行者クラブ交通による運行
季節限定で、一日1往復の運行。イェドロヴァー以南は080号線に、クラースナー・リーパ以北は084号線に直通する。各駅に停車する。
2021年運行開始予定。

### 快速「スピェシニー(Sp)」
下記の3系統が運行されている。
- ヂェチーン → リブニシチェ → ヴァルンスドルフ / ミクラーショヴィツェ　【春・夏の土曜・休日運行】　　※チェコ鉄道による運行
- ヂェチーン ← リブニシチェ ← ルンブルク　【春・夏の土曜・休日運行】　　※チェコ鉄道による運行
季節限定で、一日1往復運行される。ドルニー・ハバルチツェを通過し、ムリーニ以東は各駅に停車する。ホルニー・カメニツェは西行に限り停車する。東行は、リブニシチェで分離し、ヴァルンスドルフ行が085号線に、ミクラーショヴィツェ行がクラースナー・リーパから084号線に直通する。
過去の運行形態
2017年以前は、ヴァルンスドルフ発着の車両を連結していなかった。ベネショフ、マルクヴァルチツェ、ホルニー・カメニツェを通過していた他、ミクラーショヴィツェ方面はムリーニを、ヂェチーン方面はヂェチーン東駅を通過していた。
2018年度より、西行が、東行と同じくミクラーショヴィツェ始発となった。上下とも、ヂェチーン東駅、ベネショフ、ムリーニが停車駅に追加された。
2019年度より、再び西行がルンブルク始発となった。
2024年度より、東行がヴァルンスドルフ行の車両を連結する様になった。また、マルクヴァルチツェが上下とも、ホルニー・カメニツェが西行に限り停車に変更された。

- 過去の運転系統
  - ヂェチーン - チェスカー・カメニツェ ← ルンブルク　　※チェコ鉄道による運行
2016年以前、早朝に西行が、カメニツェ発、イェドロヴァー発平日のみ一日1本ずつ、深夜に東行がカメニツェ止まりで平日・休日とも一日1本運行していた。イェドロヴァーでルンブルク始発特急の接続を受ける形となっていた。ドルニー・ハバルチツェ、ホルニー・カメニツェにも停車していた。
2017年度より、イェドロヴァー始発の列車がルンブルク始発となった。イェドロヴァーとフルジブスカーは通過となった。
2024年度より、各駅停車の普通に置き換えられた。
  - ドクスィ→イェドロヴァー→ルンブルク
080号線から直通する系統が、平日早朝に一日片道1本運行されていたが、2015年12月のダイヤ改正で、普通列車に格下げとなった。なお、イェドロヴァー、フルジブスカー、クラースナー・リーパ町を通過していた。2019年末にアリヴァ列車に移管されて運行している。
  - ヂェチーン→ベネショフ→リベレツ
早朝に片道2本が運行され、086号線のリベレツまで直通していた。うち1本のみ、081号線内で各駅に停車していた。2018年末に普通列車に格下げとなった。
  - ニンブルク → イェドロヴァー → ルンブルク
一日片道1本のみの運行。特急同様、フルジブスカー、クラースナー・リーパ町を通過していた。2018,19年度に運行していた。

### 普通
下記の6系統が運行されている。
- ヂェチーン - ベネショフ - リベレツ　　※レンダーバーン社による運行[4]
2時間に1本の運行で、ベネショフ以東は086号線に直通する。大部分はブルジェジニとマラー・ヴェレニを通過する。
2017年以前は、殆どが各駅に停車していた。2022年以前は、チェコ鉄道が運行していた。

- ヂェチーン - ルンブルク　　※チェコ鉄道による運行
2時間に1本の運行。
2023年度以前は早朝の西行1本がイェドロヴァー、ヴェセレー、マラー・ヴェレニを通過していた。

- ヂェチーン - リブニシチェ - ヴァルンスドルフ　【平日運行】　　※チェコ鉄道による運行
一日4往復の運行。リブニシチェ以北は085号線に直通する。
2023年度以前は、ヂェチーン - チェスケー・カメニツェまたはイェドロヴァーの区間運転であった。2024年度以前は一日3往復の運行であった。

- ボレスラフ/ドクスィ - イェドロヴァー - ルンブルク　　※レンダーバーンによる運行
2時間に1本の運行。フルジブスカーおよびクラースナー・リーパ町を通過する。
かつては本数が少なかったが、2016年末に、特急の一部を休止する代わりに一日4往復に増発された。2019年末にさらに増発され、2時間に1本の運行となった。2021年末よりレンダーバーン社に移管された。

- ボレスラフ/ドクスィ - イェドロヴァー - ルンブルク　　※アリヴァ列車による運行
一日1往復の運行。休日はボレスラフ行のみの運行となる。フルジブスカーおよびクラースナー・リーパ町を通過する他、ルンブルク方面行はイェドロヴァーも通過する。
2019年以前はチェコ鉄道による運行であった。

- リベレツ - リブニシチェ - クラースナー・リーパ - ミクラーショヴィツェ　【春・夏の土曜・休日運行】　　※レンダーバーンによる運行
季節限定で、一日1往復の運行。リブニシチェ以西は085号線に、リーパ以北は084号線に直通する。
2021年運行開始した。2021年に限り、北行のみリーパ町を通過していた。

- カメニツキー・モトラーチェク号：　シェノフ - カメニツェ - ベネショフ ( - ヂェチーン )　【夏季、および春季の土曜・休日運行】　　※鉄道旅行者クラブ交通による運行
季節限定で、2時間に1本の運行。カメニツェ以南は082号線に直通する。ほとんどがベネショフ以東の運行だが、一日1往復に限りヂェチーン発着となる。各駅に停車する。
過去の運行形態
2018年以前は、快速「カメニツキー・モトラーチェク」号として運行していた。夏季限定で、金曜日に一日1往復の運行であった。ベネショフ以南は086号線に直通し、リベレツ発着であった。カメニツェ - ベネショフ間ノンストップであった。
2019年度は、カメニツェ発着に短縮された。
2020年度は、土曜日運行となり、チェスカー・カメニツェ - イェドロヴァー - リベレツのルートに変更された。ホルニー・カメニツェを通過していた。
2021-24年度は運行していない。
2025年度より、「カメニツキー・モトラーチェク」号として運行を再開した。ベネショフ以東2時間に1本の各駅停車となり、一日1往復に限りヂェチーン発着となった。

## 駅一覧
以下では、チェコ国鉄081号線の駅と営業キロ、停車列車、接続路線などを一覧表で示す。
- 種別
  - R：特急
  - Sp：快速
  - Os：普通
- 停車駅
  - ■印：全列車停車
  - ●印：一部通過
  - ☆印：ヂェチーン方面行のみ停車
  - ｜印：全列車通過

| 路線名 | 駅名                               | 駅間営業キロ | 累計営業キロ           | 累計営業キロ           | 累計営業キロ    | R  | Sp | Os | 接続路線                                                                       | 所在地       | 所在地       |
| ------ | ---------------------------------- | ------------ | ---------------------- | ---------------------- | --------------- | -- | -- | -- | ------------------------------------------------------------------------------ | ------------ | ------------ |
| 081    | ヂェチーン本駅                     | -            | ヂェチーン旧駅から 1.6 | ヂェチーン東駅から 1.9 |                 | ■  | ■  | ■  | 083号線（ベルリン方面） 130号線（モスト/プラハ方面） 132号線（テルニツェ方面） | ウースチー州 | ヂェチーン郡 |
| 081    | ヂェチーン東駅                     | 1.9          | 3.5                    | 0.0                    |                 | ■  | ■  | ■  | 073号線（ストルジェコフ方面）                                                  | ウースチー州 | ヂェチーン郡 |
| 081    | ブルジェジニ・ウ・ヂェチーナ駅     | 2.3          | 5.8                    | 2.3                    |                 | ｜ | ｜ | ●  |                                                                                | ウースチー州 | ヂェチーン郡 |
| 081    | マラー・ヴェレニ駅                 | 3.3          | 9.1                    | 5.6                    |                 | ｜ | ｜ | ●  |                                                                                | ウースチー州 | ヂェチーン郡 |
| 081    | ベネショフ・ナド・プロウチニチー駅 | 2.6          | 11.7                   | 8.2                    |                 | ■  | ■  | ■  | 086号線（リベレツ方面）                                                        | ウースチー州 | ヂェチーン郡 |
| 081    | ドルニー・ハバルチツェ駅           | 2.6          | 14.3                   | 10.8                   |                 |    | ｜ | ■  |                                                                                | ウースチー州 | ヂェチーン郡 |
| 081    | マルクヴァルチツェ駅               | 2.8          | 17.1                   | 13.6                   |                 |    | ■  | ■  |                                                                                | ウースチー州 | ヂェチーン郡 |
| 081    | ヴェセレー・ポド・ラブシテイネム駅 | 3.9          | 21.0                   | 17.5                   |                 |    | ｜ | ■  |                                                                                | ウースチー州 | ヂェチーン郡 |
| 081    | チェスカー・カメニツェ駅           | 4.0          | 25.0                   | 21.5                   |                 |    | ■  | ■  | 082号線（シェノフ方面）                                                        | ウースチー州 | ヂェチーン郡 |
| 081    | ホルニー・カメニツェ駅             | 1.6          | 26.6                   | 23.1                   |                 |    | ●  | ■  |                                                                                | ウースチー州 | ヂェチーン郡 |
| 081    | ムリーニ駅                         | 5.4          | 32.0                   | 28.5                   |                 |    | ■  | ■  |                                                                                | ウースチー州 | ヂェチーン郡 |
| 081    | キトリツェ駅                       | 2.6          | 34.6                   | 31.1                   |                 |    | ■  | ■  |                                                                                | ウースチー州 | ヂェチーン郡 |
| 081    | イェドロヴァー駅                   | 5.8          | 40.4                   | 36.9                   | バコフから 70.8 | ■  | ■  | ●  | 080号線（コリーン方面）                                                        | ウースチー州 | ヂェチーン郡 |
| 081    | フルジブスカー駅                   | 5.6          |                        | 42.5                   | 76.4            | ｜ | ■  | ●  |                                                                                | ウースチー州 | ヂェチーン郡 |
| 081    | リブニシチェ駅                     | 3.7          |                        | 46.2                   | 80.1            | ■  | ■  | ■  | 085号線（ヴァルンスドルフ方面）                                                | ウースチー州 | ヂェチーン郡 |
| 081    | クラースナー・リーパ町駅           | 2.9          |                        | 49.1                   | 83.0            | ｜ | ■  | ●  |                                                                                | ウースチー州 | ヂェチーン郡 |
| 081    | クラースナー・リーパ駅             | 1.9          |                        | 51.0                   | 84.9            | ■  | ■  | ■  | 084号線（ミクラーショヴィツェ方面）                                            | ウースチー州 | ヂェチーン郡 |
| 081    | ルンブルク駅                       | 6.0          |                        | 57.0                   | 90.9            | ■  | ■  | ■  | 083号線（ゼブニッツ方面） 084号線（ミクラーショヴィツェ方面）                  | ウースチー州 | ヂェチーン郡 |